# Налайх
Налайх (монг. Налайх) — невелике місто в автономному утворенні Улан-Батор, розташоване за 35 км на схід від Улан-Батора, Монголія.

## Промисловість

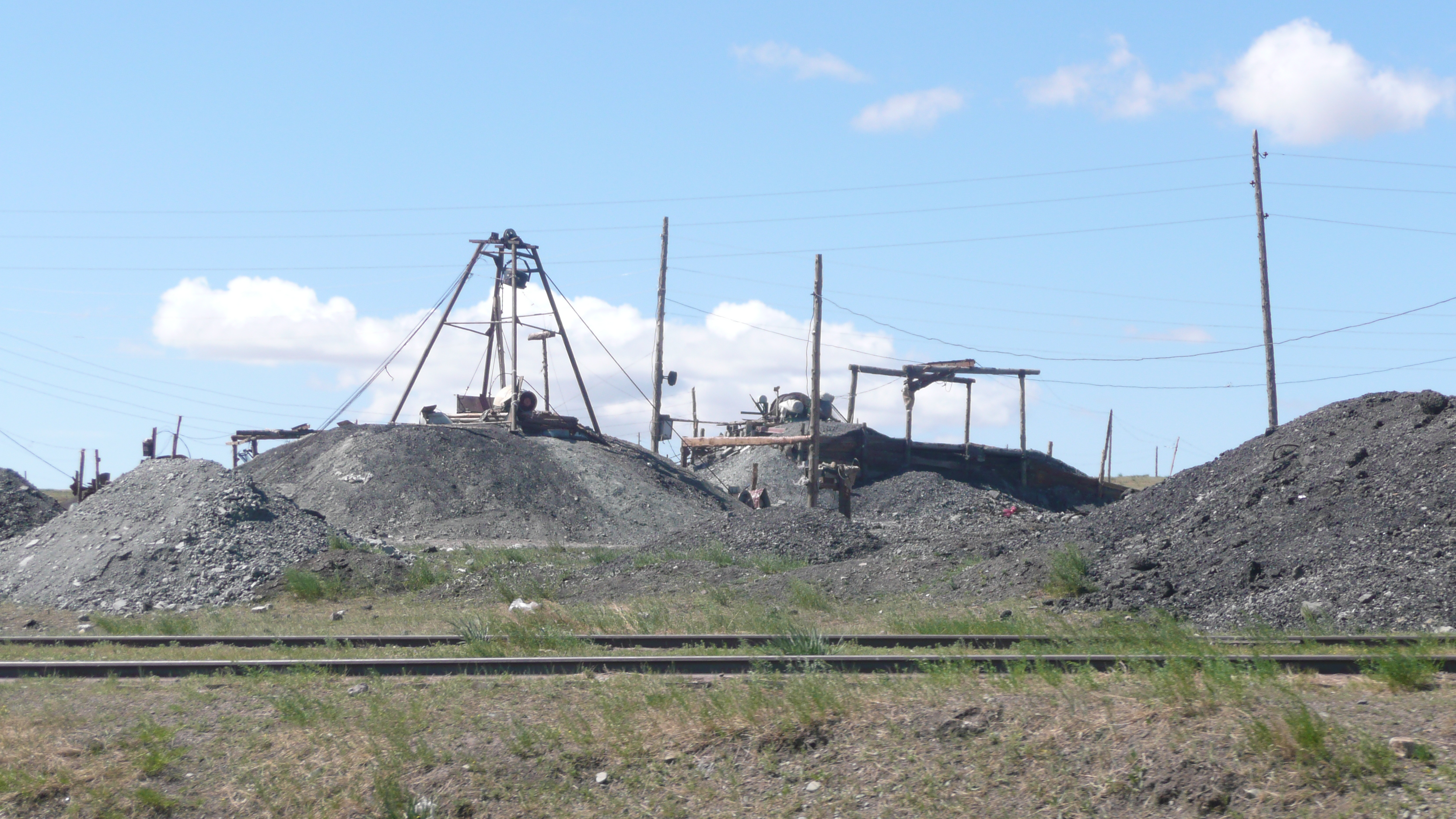
Приватний видобуток вугілля в Налайху

Головним підприємством міста була вугільна шахта, яка постачала вугілля в Улан-Батор. Видобуток вугілля тут розпочався у 1940-х роках за технічного сприяння СРСР. Шахта була одним із найбільших підприємств вугільної промисловості Монголії. У 1990 році на шахті відбувся вибух метану, який призвів до загибелі 21 людини. У 1994 році у зв’язку з нерентабельністю закрита. Після того 20 тисяч мешканців, які залишились безробітними, були вимушені зайнятись незаконним добуванням вугілля. Зараз у Налайху працює 36 підприємств, які мають ліцензії на видобуток вугілля, яке йде на опалення юрт у Налайху та Улан-Баторі, однак промислового значення ця шахта вже не має. Зараз шахта є одним із найнебезпечніших місць у Монголії — після офіційного закриття у ній загинуло понад 180 людей переважно віком від 23 до 35 років.
За оцінками монгольських геологів запаси родовища складають 75 млн тонн, натомість там добуто тільки 25 млн тонн.

## Транспорт
Розвиток залізничного транспорту в Монголії розпочався з вузькоколійки Улан-Батор — Налайх у 1938 році задля постачання столиці держави вугіллям. У 1958 році її було перешито на широку колію. Також місто пов’язано асфальтованою дорогою із столицею.

## Пам’ятки культури та архітектури
Біля міста розташовано стели тюркського періоду, пам’ятник Тоньюкук VI-VIII століття, поминальний комплекс на честь Тоньюкука 646—732 рр. У 10 кілометрах від міста будується туристичний комплекс «Статуя Чингісхана».
Також у місті розташовано буддійський монастир «Сайн насуун» який було збудовано у 1992 році.

## Культура і мистецтво
Налайх є місцем компактного поселення казахської громади Монголії. Тут у 2008 році проводився казахський фестиваль «Алтин Беркут-2008» — в рамках фестивалю було організовано імпровізовані етно-культурні музеї казахського побуту, відбулись показові змагання у майстерності з допомогою беркутів. Казахи тут селились задля роботи на місцевій шахті.

## Радянські війська в Налайху
Налайх був одним із місць базування радянських військ у Монголії — тут розташовувались два авіаційних полки, дивізіон та рота зв’язку. Радянський військовий аеродром було збудовано у 1968 році, він став місцем базування 266-го червонопрапорного авіаційного полку винищувачів-бомбардувальників імені Монгольської Народної Республіки, а на його озброєнні були МіГ-17. Окрім того, в аеропорту базувався 68-й окремий вертолітний полк, який був озброєний Мі-4 та Мі-6. Після того, як радянські війська залишили Монголію, аеродром було законсервовано, його основні споруди не зруйновано, вони перебувають під охороною, натомість споруди навколо аеродрому зазнали руйнувань.
Злітно-посадкова смуга аеродрому має покриття з асфальтобетону, її довжина 2,5 кілометри, ширина — 40 метрів. Сьогодні аеродром використовується для виконання чартерних рейсів.